# VM i ishockey 1997 (kvinder)
| VM 1997 | VM 1997 |
| ------- | ------- |
| Guld    | Canada  |
| Sølv    | USA     |
| Bronze  | Finland |
| 4.      | Kina    |
| 5.      | Sverige |
| 6.      | Rusland |
| 7.      | Schweiz |
| 8.      | Norge   |

VM i ishockey for kvinder 1997 var det 4. VM i ishockey for kvinder. Mesterskabet blev arrangeret af IIHF og blev afviklet i Canada i perioden 31. marts – 6. april 1997 med deltagelse af otte hold. Kampene blev spillet i syv forskellige byer i Ontario, men hovedværtsbyen var Kitchener, hvor finalerne og placeringskampene blev afviklet.
Medaljevinderne var de samme som ved de foregående tre mesterskaber. Guldet gik til værtslandet Canada, mens USA vandt sølv og Finland bronze.
Ud over VM-medaljer spillede holdene endvidere om fem pladser ved den første olympiske ishockeyturnering for kvinder ved vinter-OL i Nagano året efter.

## Resultater
Mesterskabet blev spillet i syv forskellige arenaer i syv forskellige byer i Canada.
- Mississauga
- Kitchener
- London
- Brampton
- Brantford
- Hamilton
- North York

Turneringen havde deltagelse af otte hold:
- De tre bedste hold fra Pacific Rim Tournament 1996: Canada, USA og Kina.
- De fem bedste hold fra EM 1996: Sverige, Rusland, Finland, Norge, Schweiz.

De otte hold spillede først en indledende runde i to grupper med fire hold. De to bedste hold fra hver gruppe gik videre til finalerunden om placeringerne 1-4, mens de to lavest placerede hold i hver grupper fortsatte i placeringsrunden om 5. – 8.-pladsen.

### Indledende runde
De otte hold spillede i den indledende runde i to grupper med fire hold. De to bedste fra hver gruppe gik videre til semifinalerne, mens de øvrige fire hold gik videre til nedrykningsrunden.

#### Gruppe A
| Dato  | Kamp              | Res. | Perioder      | Spillested |
| ----- | ----------------- | ---- | ------------- | ---------- |
| 31.3. | USA - Norge       | 7-0  | 2-0, 3-0, 2-0 | Kitchener  |
| 31.3. | Sverige - Finland | 0-5  | 0-3, 0-1, 0-1 | Brampton   |
| 1.4.  | Sverige - Norge   | 2-2  | 2-0, 0-1, 0-1 | Kitchener  |
| 1.4.  | USA - Finland     | 3-3  | 2-1, 1-0, 0-2 | Brantford  |
| 3.4.  | Finland - Norge   | 10-0 | 3-0, 3-0, 4-0 | Kitchener  |
| 3.4.  | USA - Sverige     | 10-0 | 4-0, 3-0, 3-0 | London     |

| Gruppe A | Kampe | Mål   | Point |
| -------- | ----- | ----- | ----- |
| USA      | 3     | 20-30 | 5     |
| Finland  | 3     | 18-30 | 5     |
| Sverige  | 3     | 02-17 | 1     |
| Norge    | 3     | 02-19 | 1     |

#### Gruppe B
| Dato  | Kamp              | Res. | Perioder      | Spillested  |
| ----- | ----------------- | ---- | ------------- | ----------- |
| 31.3. | Kina - Rusland    | 6-2  | 3-0, 2-2, 1-0 | Hamilton    |
| 31.3. | Canada - Schweiz  | 6-0  | 1-0, 2-0, 3-0 | Kitchener   |
| 1.4.  | Kina - Schweiz    | 11-3 | 5-2, 3-0, 3-1 | Mississauga |
| 1.4.  | Canada - Rusland  | 9-1  | 3-0, 3-0, 3-1 | Kitchener   |
| 3.4.  | Rusland - Schweiz | 3-3  | 0-1, 3-2, 0-0 | North York  |
| 3.4.  | Canada - Kina     | 7-1  | 5-0, 1-0, 1-1 | Kitchener   |

| Gruppe B | Kampe | Mål   | Point |
| -------- | ----- | ----- | ----- |
| Canada   | 3     | 22-20 | 6     |
| Kina     | 3     | 18-12 | 4     |
| Rusland  | 3     | 06-18 | 1     |
| Schweiz  | 3     | 06-20 | 1     |

### Placeringsrunde
De fire hold, der sluttede på tredje- eller fjerdepladsen i grupperne i den indledende runde, spillede om 5. – 8.-pladsen.
| Dato               | Kamp              | Res. | Perioder      | Spillested |
| ------------------ | ----------------- | ---- | ------------- | ---------- |
| Semifinaler        |                   |      |               |            |
| 4.4.               | Sverige - Schweiz | 7-1  | 5-0, 1-0, 1-1 | Kitchener  |
| 4.4.               | Rusland - Norge   | 2-1  | 1-1, 1-0, 0-0 | Kitchener  |
| Kamp om 7.-pladsen |                   |      |               |            |
| 6.4.               | Schweiz - Norge   | 1-0  | 0-0, 0-0, 1-0 | Kitchener  |
| Kamp om 5.-pladsen |                   |      |               |            |
| 6.4.               | Sverige - Rusland | 3-1  | 0-1, 2-0, 1-0 | Kitchener  |

### Finaler
De fire hold, der sluttede på første- eller andenpladsen i grupperne i den indledende runde, spillede i semifinalerne, bronzekampen og finalen om guld-, sølv- og bronzemedaljer.
| Dato        | Kamp             | Res. | Perioder          | Spillested |
| ----------- | ---------------- | ---- | ----------------- | ---------- |
| Semifinaler |                  |      |                   |            |
| 5.4.        | USA - Kina       | 6-0  | 3-0, 2-0, 1-0     | Kitchener  |
| 5.4.        | Canada - Finland | 2-1  | 0-1, 1-0, 1-0     | Kitchener  |
| Bronzekamp  |                  |      |                   |            |
| 6.4.        | Finland - Kina   | 3-0  | 0-0, 0-0, 3-0     | Kitchener  |
| Finale      |                  |      |                   |            |
| 6.4.        | Canada - USA     | 4-3  | 1-0, 1-2, 1-1 1-0 | Kitchener  |

### Medaljevindere
Tekst mangler, hjælp os med at skrive teksten